# Осада Белграда (1789)
Осада Белграда (серб. Опсада Београда) ― военные действия, проходившие с 15 сентября по 8 октября 1789 года. Осада возглавлялась фельдмаршалом австрийской армии Эрнстом Гидеоном фон Лаудоном. После трёхнедельной подготовки австрийцам штурмом удалось захватить крепость Белграда. Австрийские войска удерживали город вплоть до 1791 года, когда он отошёл обратно в состав Османской империи по условиям мирного договора. Несколько австрийских солдат и офицеров, отличившихся во время осады, впоследствии занимал важные командные посты во время Французских революционных войн и Наполеоновских войн.

## Предыстория
Российская империя спровоцировала войну с турками в 1787 году, когда её руководство начало настаивать на том, чтобы Османская империя признала её протекторат над Грузией. В свою очередь, турки спровоцировали бунт среди татар в Крыму. Когда разразилась война, Австрия была обязана поддержать Россию, с которой была связана секретным договором. В 1788 году австрийская армия, возглавляемая лично императором Иосифом II, одержала несколько побед в борьбе с турками в Сербии и Трансильвании.
Следующим летом австрийский корпус под руководством генерала от кавалерии Иосии, принца Саксен-Кобург-Заальфельд двинулся на запад, чтобы соединиться с русской армией Александра Суворова в Молдавии. Объединённые австро-русские войска нанесли поражение туркам в битве под Фокшанами 1 августа 1789 года и в битве при Рымнике 22 сентября. Между тем Лаудон взял командование главной австрийской армии и выбил турок из Боснии.
Император Иосиф II отправился в Российскую империю, где встретил Екатерину Великую в Херсоне 14 мая 1787 года. Когда два государя путешествовали по Крыму, Екатерина уговорила Иосифа присоединиться к ней в войне против Османской империи.. Россия спровоцировала войну в 1787 году, настаивая на том, чтобы Турция признала российский протекторат над Грузией. Со своей стороны, османы спровоцировали восстание татар в Крыму. Когда разразилась война, австрийцы были обязаны поддержать Россию по секретному договору
В 1788 году Иосиф лично возглавил основную австрийскую армию по совету фельдмаршала Франца Морица фон Ласси в походе в долину реки Савы. Один независимый корпус под командованием принца Карла Борромеуса Лихтенштейна действовал в Хорватии, второй корпус под командованием Вильгельма фон Вартенслебена в Банате и третий корпус под командованием Фабриса в Трансильвании. Четвёртый корпус под командованием князя Йозиаса Саксен-Кобург-Заальфельдского присоединился к русской армии в Молдавии. В том же году армия императора захватила Шабац, а Саксен-Кобург и русский генерал Александр Суворов захватили Молдавию. Однако Лихтенштейн потерпел поражение от турок при Дубице, а два других австрийских корпуса также потерпели неудачу. Император вызвал фельдмаршала Лаудона из отставки и назначил его командиром корпуса в Хорватии. К тому времени, когда Лаудон достиг своего полка 18 августа 1788 года, его лейтенанты Джозеф Николаус Де Винс и Джозеф Антон Брентано захватили турецкий укрепленный лагерь недалеко от Дубицы на реке Уна.
20 августа 1788 года корпус Лаудона отразил атаку паши Травника, в результате чего османы потеряли 700 человек. 26 августа гарнизон Дубицы сдался австрийцам. С помощью фланговой колонны под командованием Йозефа Антона Франца фон Миттровского паша Травника был выведен из своего укрепленного лагеря в Дони Еловаце. Это позволило Лаудону двинуться против крепости Нови-Град на Уне. Осада Нови-Града началась 10 сентября. Отразив 20 сентября шедшую на помощь осаждённым колонну, Лаудон приказал атаковать на следующий день. Не удавшаяся атака обошлась в 80 убитых и 210 раненых, но второй штурм 3 октября помог захватить крепость. Австрийцы понесли потери в 220 человек убитыми и 353 ранеными, общие потери турок составили 400 человек.
После того, как армии ушли на зимние квартиры, император Йозеф заболел и передал командование основной армией маршалу Андрашу Хадику. 14 мая 1789 года Лаудон вернулся, чтобы командовать корпусом в Хорватии, насчитывавшим 34 500 пехотинцев и 3 000 кавалеристов. Полковник Андреас фон Ной был начальником штаба Лаудона. 23 июня Лаудон начал операции против крепости Градишка на Саве с участием 15 900 пехотинцев и артиллеристов и 300 кавалеристов. Австрийцы переправились через Саву выше и ниже Градишки и начали строить траншеи, приближающиеся к крепости. Прежде чем город был полностью захвачен, в ночь на 8 июля турецкий гарнизон ушёл из крепости. Турки оставили после себя одного человека, который должен был взорвать пороховой погреб, но ему это не удалось. Австрийские потери при осаде составили 38 человек убитыми и 120 ранеными.
В Молдавии австро-русская армия под командованием Суворова и Саксен-Кобурга нанесла сокрушительное поражение туркам в битве при Фокшанах 1 августа 1789 года. Шарль-Жозеф де Линь прибыл в мае, чтобы принять на себя командование городом Семлин. Линь отметил, что в то время действовало перемирие, а в его корпусе из 30 тыс. болела половина солдат. В письме Лине жаловался, что перемирие позволило османам доставить продовольствие в Белград. Маршал Хадик вместе с основной армией тяжело заболел и был отстранен от командования. 28 июля император Иосиф назначил вместо него Лаудона, которому писал: «Чего бы это ни стоило. Я хочу, чтобы вы взяли Белград». Лаудон прибыл в Семлен 14 августа, встретился с уходящим командиром Хадиком 16-го числа и вскоре после этого встретился в Мехадии с временным командующим Франсуа Себастьяном Клерфэ де Круа. 28 августа османы атаковали Мехадию, но были отброшены Клерфэ.

## Осада

Флаг Белграда

Лаудон осадил Белград 15 сентября 1789 года. После трёх недель подготовки его войска приступили к штурму. Австрия, однако, вскоре стала озабочена угрозой со стороны Королевства Пруссия, потерей интереса к войне со стороны России, Брабантской революцией в Австрийских Нидерландах, а также прочими проблемами на территории всей империи.
Перемирие между Австрией и Турцией был подписано 27 июля 1790 года. За этим событием последовало подписание Систовского мира 4 августа 1791 года. Австрия возвратила Белград и другие захваченные территории Османской империи в обмен на полоску земель в Северной Боснии. Османы пошли на соглашение с Россией, заключив Ясский мирный договор 9 января 1792 года. Согласно договору, за Россией сохранились все захваченные земли к востоку от Днестра.
30 августа 1789 года Лаудон отдал приказ армии сконцентрироваться в Нови-Бановцах, к северо-западу от Белграда и Землина. Он планировал пересечь Саву 13 сентября, но когда разведка сообщила о приходе Абди-паша с армией в 30 тыс. 9 сентября австрийский авангард достиг Бановцев, а на следующий день переправился через Саву у Болевцев и закрепился на возвышенности возле Остружницы. К 15 сентября основная часть армии находилась к югу от Савы. Австрийская армия насчитывала 120,9 тыс. солдат, однако 33 тыс. были вне строя из-за болезни. В состав армии входили 10 батальонов гренадеров, 33 батальона стрелков, один батальон снайперов и 30,5 кавалерийских дивизий (дивизия равняоась двум эскадронам, в полном эскадроне было около 135 всадников).. В осадный обоз входили пушки разных калибров: 120 24-фунтовых, восемь 18-фунтовых, 50 12-фунтовых и 30 6-фунтовых. Кроме того, у Линь было четыре 100-фунтовых мортир в Семлине.
Лаудон разделил армию на три части. Клерфэ возглавлял силы прикрытия, призванные блокировать любые попытки турок оказать помощь. Йозеф Кински командовал основной осадой на восточном берегу Савы, в то время как Линь — на западном берегу Савы в Землине. В армии также были будущие командующие армией Йозеф Альвинци, Иоганн Гиллер, Михаэль фон Мелас и Карл Мак, последний из которых был многообещающим штабным офицером. Франц Иосиф Карл, впоследствии ставший императором, также был в армии. В 1789 году Белград располагался на восточном берегу Савы при её впадении в Дунай. Город состоял из замка на вершине холма (крепость Калемегдан), города и пригорода. Водный пригород находился на севере, пригород Паланка — к югу от замкового холма, а пригород Райцен — также на юге. Для защиты города имеля гарнизон из 9 тыс. турок с 456 пушками. У османов была флотилия из 20 одномачтовых судов для защиты Дуная от более крупного австрийского флота.

## Последствия
Лаудон повел армию к Смедерево, который был захвачен. Затем австрийская армия блокировала Оршову, которая окончательно сдалась в апреле 1790 года. Другие австрийские войска также добились успеха. Саксен-Кобург занял Бухарест, Фридрих Вильгельм Гогенлоэ-Кирхбергский захватил северную Валахию, Антон Липтай де Кишфалуду захватил долину реки Тимок, а Стефан Михальевич взял Ниш. Жители Вены были воодушевлены победой. Император назначил Лаудона генералиссимусом австрийской армии. Через восемь дней после взятия Белграда Линь получил командорский крест к Военному ордену Марии Терезии. Однако вскоре Иосиф пренебрег Линем, ошибочно полагая, что тот был причастен к Брабантской революции; Линь больше никогда не занимал военной должности. Вскоре внимание самой Австрии было озабочено угрозами со стороны Пруссии, потерей интереса к войне со стороны России, Брабантской революцией в Австрийских Нидерландах и проблемами во всей империи.
Завидуя успехам Австрии, Пруссия установила дипломатические контакты с турками, предложив наступательный союз. Встревоженный этим, Иосиф вывел войска с Балкан и перебросил их в Богемию. В конце года император назначил Лаудона командовать 150-тысячной армией, формирующейся в Богемии для защиты от Пруссии. Иосиф умер 28 февраля 1790 года, и ему наследовал его брат Леопольд II. Лаудон заболел и умер 14 июля 1790 года, передав командование Коллоредо. Перемирие между Австрией и Турцией было заключено 27 июля 1790 года. За этим событием последовал Систовский мирный договор 4 августа 1791 года. Австрия вернула османам Белград и другие захваченные территории в обмен на полосу земли в северной Боснии. Турки пришли к соглашению с русскими по Ясскому мирному договору от 9 января 1792 года, по которому русские сохранили за собой все захваченные земли к востоку от реки Днестр.

## Известные участники осады
Ряд австрийских офицеров, которые успешно проявили себя в Белграде, поднялись до уровня высшего командования во время войны с Первой французской республикой и Первой французской империей в период с 1792 по 1815 год. Эжен-Гийом Аргенто был полковником 29-го пехотного полка Лаудона во время осады и был произведён в генерал-майоры. За свои инженерные работы, Франц фон Лауэр заслужил повышение в звании до генерала. В осаде принимали участие и такие офицеры, как Андреас О’Рейли фон Баллилоу, который командовал 13-м шеволежерским полком Модены и полковник Принц Генрих XV фон Рейсс-Плауэн, который имел под своим началом 56-й пехотный полк Венцель-Коллоредо. Отличился и штабной офицер, майор Иоганн Генрих фон Шмитт. Граф Генрих фон Бельгард вёл отряд гусаров Вурмера и обеспечил контроль над бексанской дамбой 8 сентября 1788 года, ещё до начала осады.